# Meilenstein (Lettewitz)

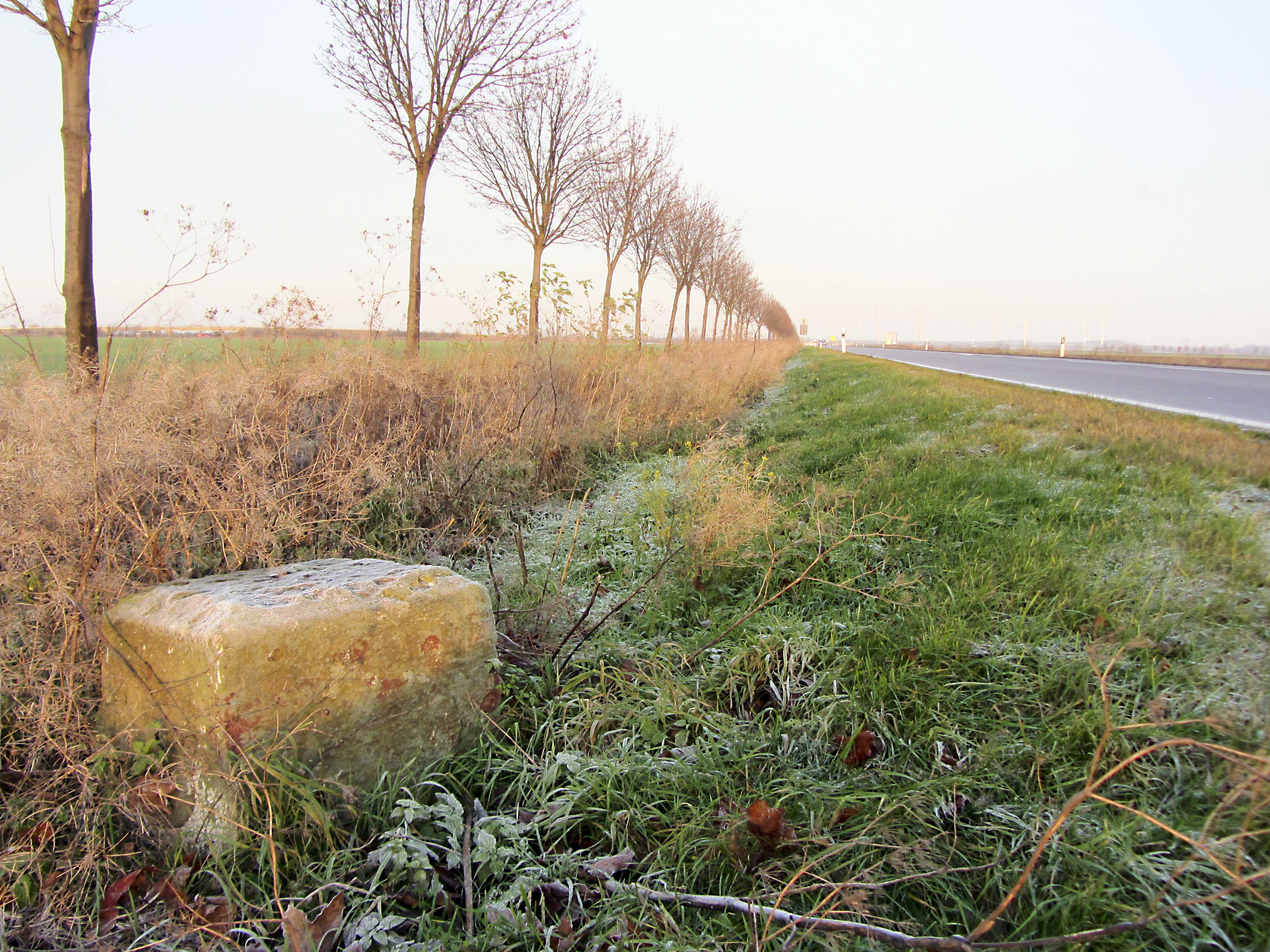
Preussischer Viertelmeilenstein bei Lettewitz

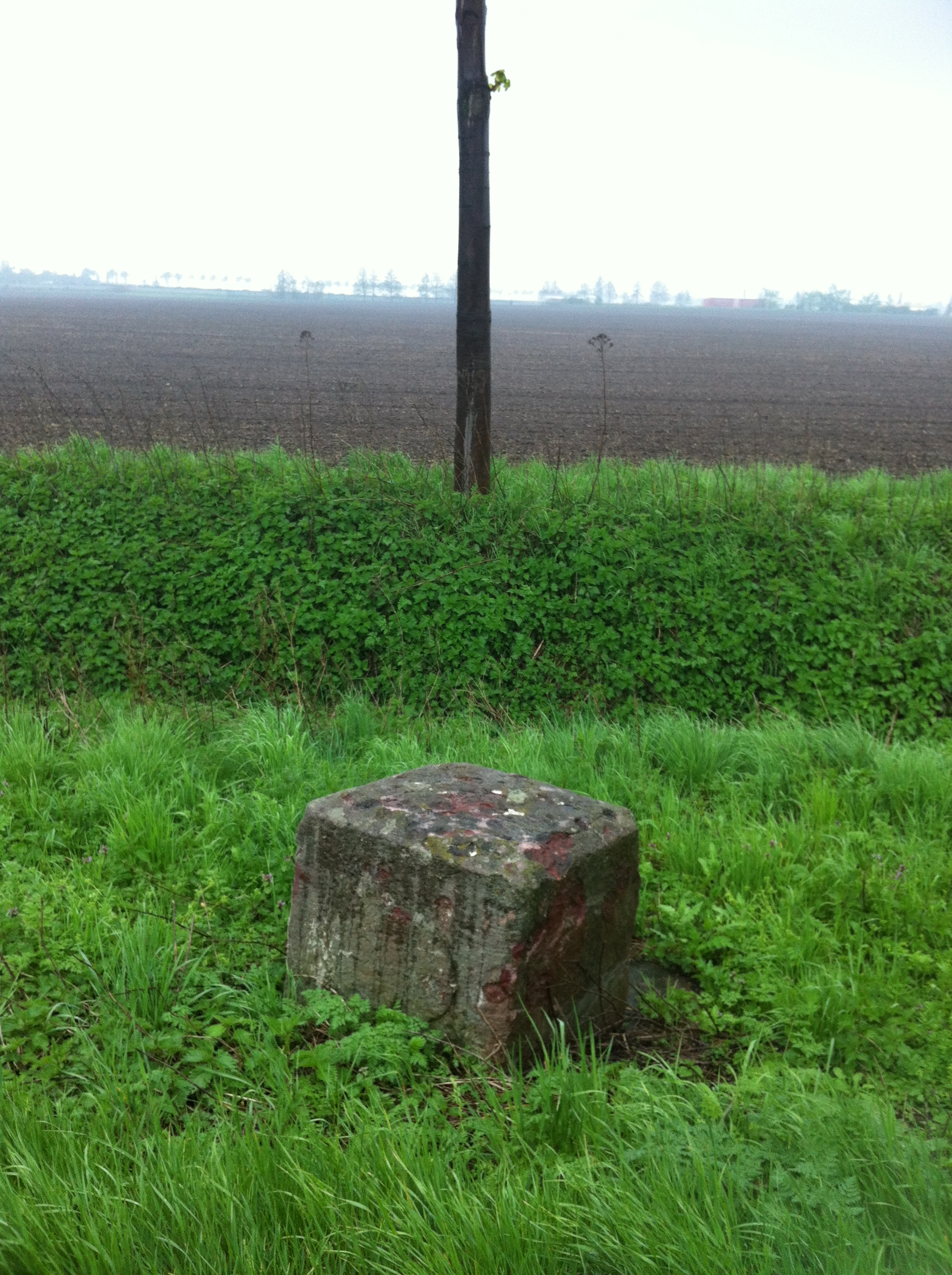
Preussischer Viertelmeilenstein bei Lettewitz

Der Meilenstein bei Lettewitz ist ein Kleindenkmal in der Stadt Wettin-Löbejün im Saalekreis in Sachsen-Anhalt.
Der Meilenstein bei Neutz-Lettewitz befindet sich heute an der Landesstraße 50, Nachfolger der Bundesstraße 6, östlich der Bundesautobahn 14, welche diese einst wichtigsten Chaussee auf dem Gebiet Sachsen-Anhalts in diesem Streckenabschnitt abgelöst hat. Er ist einer der wenigen Zeugen der ersten preußischen Chaussee, die im Jahr 1786 beschlossen und bis zum Jahr 1801 umgesetzt wurde. Bei dem Stein handelt es sich um einen Viertelmeilenwürfel, der vermutlich mit der Fertigstellung der Straße aufgestellt wurde, vielleicht aber auch schon etwas früher, da die einzelnen Abschnitte zwischen Magdeburg und Großkugel an der sächsischen Grenze schrittweise fertiggestellt und teilweise auch gleich mit Meilensteinen ausgestattet wurden.
Wie so oft wurde der 60 Zentimeter hohe Stein später versetzt. Er stand früher 200 Meter weiter südlich. An allen vier Seiten befinden sich erhabene Ovale. Dennoch befindet sich der Viertelmeilenstein auch weiterhin zwischen dem Ganzmeilenstein in Nauendorf und dem Halbmeilenstein in Beidersee, also in richtiger historischer Reihung. Der verwitterte Meilenstein vom Magdeburger Typ steht unter Denkmalschutz und ist im Denkmalverzeichnis mit der Nummer 094 56045 erfasst. Er steht auf einer Grundplatte, die erst 1999 wiederentdeckt wurde.